# Aedes orbitae
Aedes orbitae är en tvåvingeart som beskrevs av Edwards 1922. Aedes orbitae ingår i släktet Aedes och familjen stickmyggor. Inga underarter finns listade i Catalogue of Life.